# Кирей Мэргэн
Кирей Мэргэн (настоящие фамилия, имя и отчество — Киреев Ахнаф Нуриевич, баш. Кирәев Әхнәф Нурый улы; 1912—1984) — башкирский писатель, учёный-фольклорист, литературовед. Доктор филологических наук (1963), профессор (1965).

## Биография
Киреев Ахнаф Нуриевич родился 11 июля 1912 года в деревне Кигазытамак Бирского уезда Уфимской губернии (ныне Мишкинского района Башкортостана). Отец писателя — известный башкирский сэсэн Нурмухаммет Юмрани.
После окончания средней школы, один год работал преподавателем в школе д.Аксаитово Татышлинского района Башкирской АССР, затем сотрудничал в районной газете. В 1932 году по комсомольской путевке приехал в Уфу на строительство моторостроительного завода (ныне УМПО), где трудился каменщиком, бригадиром.
В 1934 году Кирей Мэргэн был приглашен на работу в редакцию республиканской молодёжной газеты «Ленинец» (ныне газета «Йэшлек»). Затем работал литературным сотрудником в редакции журнала «Октябрь» (ныне «Агидель»), инструктором в Башкирском обкоме ВЛКСМ.
В 1949 году окончил Башкирский государственный педагогический институт имени К. А. Тимирязева (ныне Уфимский университет науки и технологий).
Во время войны работал корреспондентом газеты «Комсомольская правда», в 1942—1943 гг. находился в 112-й Башкирской кавалерийской дивизии.
В 1946—1964 гг. работал научным сотрудником, заведующим сектором фольклора Института истории, языка и литературы Башкирского филиала АН СССР.
В 1951—1954 гг. учился в Академии общественных наук при ЦК КПСС и защитил кандидатскую диссертацию на тему «Проблема единства национальной формы и содержания в советской литературе».
В 1965—1982 гг. являлся заведующим кафедрой башкирской литературы и фольклора Башкирского государственного университета (ныне Уфимский университет науки и технологий)
Кирей Мэргэн умер в Уфе 24 января 1984 года. Похоронен на Мусульманском кладбище.

## Творчество
Начал печататься с 1930 года, а с 1932 года публиковался в газете «Удар тюзюлюш», «Ленинец», «Кызыл Башкортостан».
В 1938 выпустил первый сборник рассказов «Мой подарок» («Бүләгем»), затем рассказы «Суетливый человек» («Ҡабалан кеше», 1940), «Поиски» («Эзләнеү», 1939), повесть «Караидель» («Ҡариҙел», 1949).
Его перу принадлежат романы «На склонах Нарыштау» («Нарыштау итәгендә», 1951), «Крылья беркута» («Бөркөт ҡанаты», 1981-85)/
Им были изданы сборник очерков и рассказов «Башкиры» («Башҡорттар», 1943), книги «Военный фольклор» («Һуғыш фольклоры», 1944), пьесы «В одной семье» («Бер ғаиләлә», 1942), «Утро города» («Ҡала иртәhе», 1950), драма о трагической судьбе известного башкирского поэта-просветителя XIX века М. Акмуллы «Прерванная мелодия» («Өҙөлгән моң», 1966) и другие. Член редколлегий свода «Башкирское народное творчество», «Башкирия в русской литературе» в 5 томах, «Фольклор народов РСФСР» и другие.

## Награды
- Орден «Знак Почёта» (8 июня 1955).